# Northfork (Wirginia Zachodnia)
Northfork – miasto w Stanach Zjednoczonych, w stanie Wirginia Zachodnia, w hrabstwie McDowell.